# Людвиг Виктор Австрийский
Эрцгерцог Людвиг Виктор Иосиф Антон Австрийский (нем. Ludwig Viktor Joseph Anton von Österreich; 30 июля 1842 или 15 мая 1842, Вена — 18 января 1919, Клесхайм, Зальцбург) — младший сын эрцгерцога Франца Карла и его супруги Софии Баварской. Младший брат императора Австрии Франца Иосифа I.

## Биография
После ранней смерти Марии Анны Каролины (умершей в возрасте четырёх лет) её родители хотели девочку. Однако родился ещё один мальчик, Людвиг Виктор («Хетци»). В своей буйной манере он рассказывал множество анекдотов и развлекал семью. Живые картины играли особую роль. Мать любила наряжать сына и позволять ему появляться в самых разных костюмах - в том числе женских.
Как младший сын, он был особенно избалован своей строгой матерью. Из-за разницы в возрасте с братьями и сёстрами он вырос более или менее в одиночестве и большую часть времени проводил с матерью и её фрейлинами. Он развил свой талант к очаровательным и забавным развлечениям. Во время революции 1848 года бежал с императорской семьёй в Инсбрук в марте 1848 года и в Ольмюц после начала Октябрьского восстания в Вене в 1848 году. 2 декабря 1848 года на престол взошёл его 18-летний брат.
Позже Людвиг прошёл традиционную для членов императорской семьи военную карьеру и в 1908 году получил звание генерала от инфантерии. С 1860 года он также был шефом полка пехотного полка № 65 «Эрцгерцог Людвиг Виктор».
Чтобы дать бездеятельному принцу какую то работу, Франц Иосиф отправил его в 1861 году в Зальцбург в качестве имперского представителя. Там он сначала жил с вдовствующей императрицей Каролиной Августой, своей сводной бабушкой, в зальцбургской резиденции, а с 1866 года в летние месяцы во дворце Клесхайм. С 1863 года он построил  дворец эрцгерцога Людвига Виктора на площади Шварценбергплац в Вене по проекту архитектора Генриха фон Ферстеля, в котором был большой бальный зал, столовая и зимний сад. Сюда он регулярно приглашал венское придворное общество, в том числе и императорскую чету, на праздничные обеды, концерты и балы. Он общался с ведущими семьями, посещал многочисленные балы и часто оперу, театр и концерты. Известный как эксцентричный бонвиван, он начал собирать обширные коллекции произведений искусства, в том числе одну коллекцию мейсенского фарфора, которую он пополнял на протяжении всей своей жизни. Он также увлёкся новым видом фотографии и часто фотографировал себя в провокационных костюмах или позах. Вскоре он стал ведущей фигурой в вопросах культуры. Насколько глубокими были его познания в искусстве и выходили ли они за рамки чисто декоративной цели, судят по-разному.
В 1863 году он сопровождал кайзера на Франкфуртский день принцев, а в 1867 году — во время государственного визита в Париж. В апреле 1866 года он сделал предложение своей кузине Софии Баварской, но она отказалась. В 1866 году Людвиг отверг план своего брата Максимилиана, императора Мексики, сделать его своим преемником на мексиканском престоле. Максимилиан также имел в виду политически целесообразный брак для него — Изабелла, наследница императора Педро II. Этот брак привёл бы не только Мексику, но и Бразилию под власть Габсбургов.
В Клессхайме Людвиг построил Кавалерхаус Клессхайм в 1879 году, так как сам дворец едва ли можно было отапливать, а также бассейн с баней. В то время как в Вене он был прежде всего известен как светский человек, в Зальцбурге он стал меценатом и покровителем Зальцбургской художественной ассоциации и в качестве жертвователя Муниципальному музею. В 1885 году он сыграл ключевую роль в строительстве Künstlerhaus Salzburg. В отличие от Вены, в районе Зальцбурга он казался приветливым и скромным, доступным людям и покровительствовал многочисленным проектам, за что пользовался большой популярностью. В 1896 году император назначил его протектором Австрийского Красного Креста, который возник после битвы при Сольферино (1859). В этом качестве он путешествовал по различным провинциям Дунайской монархии.
60-летие Людвига Виктора в 1902 году было широко отмечено в Вене. Об этом есть бесчисленное количество официальных сообщений в прессе. 24 августа 1902 года он открыл «Мост эрцгерцога Людвига Виктора» через Зальцах, который затем был назван в его честь. Кроме того, жители Зальцбурга, которые иногда ласково, а иногда снисходительно называли эрцгерцога «Лузивуци», также переименовали Альтер Маркт в «Людвиг-Виктор-Плац».
Людвиг Виктор был известен своими ироничными и циничными высказываниями в адрес окружающих. Их часто высмеивали как «остроты», но они всё чаще вызывали у окружающих неприязнь. В этом отношении он едва ли знал какие-либо запреты, тем более что, как младший ребёнок в семье, ему уже давно была предоставлена известная свобода дурачиться.
Принцесса Нора Фуггер, которая была одной из его противников, очень негативно описывала эрцгерцога в своих мемуарах, но была верна его друзьям.
Людвиг всегда поддерживал тёплые отношения со своими братьями. Когда Карл Людвиг умирал в 1896 году, Людвиг Виктор стоял рядом с ним в его последние дни и не отходил от его постели. Однако со временем у него появилось всё больше врагов, в том числе его невестка императрица Елизавета Баварская. После замужества и проблем с венским двором она сначала нашла в нём близкого друга и наперсника. Однако, поскольку Елизавета страдала от доминирования свекрови, в то время как Людвиг был предан ей как своей матери, последовал раскол, усугублённый тем, что Людвиг служил источником придворных сплетен. Это привело к разрыву, и «Сисси» сочинила о нём сатирические стихи, в том числе тот, который заканчивался строфами: «В болезненном обмякшем теле/Обезьянья тварь правит;/Ложь всегда была забавой/Это была его обязанность. Лишение себя своей профессии/ Выбрал ли он её;/ Следовательно, кто попадётся на неё, тому будет больно!/Он уже проиграл».
Ряд биографов считают, что Людвиг раскрыл роман Луизы Бельгийской, сестры кронпринцессы Стефании, с Гезой фон Маттачичем императору в 1897 году, тем самым спровоцировав громкий брачный скандал, который привёл к интернированию принцессы в сумасшедший дом.
Когда в 1900 году наследник престола эрцгерцог Франц Фердинанд женился на фрейлине графине Софи Хотек, которую семья отвергла как неравную ей, Людвиг неоднократно пренебрежительно отзывался об этом мезальянсе. Поступая так, он сделал своего племянника, с которым у него изначально были хорошие отношения, своим врагом.
Людвигу Виктору приписывают многочисленные экстравагантные выходки. Гомосексуальная ориентация Людвига была широко известна, но это не портило его отношений с императором и его семьей. Ему дали прозвище «Люзи-Вузи», а император, как говорят, даже шутил: «Надо было бы ему дать балерину в адъютанты, тогда ничего бы не случилось!». Известна фотография, изображающая Людвига в женском платье с капюшоном и букетом цветов был создан в рамках придворного театрального представления, в котором традиционно все женские роли исполнялись мужчинами.
Говорят[кто?], что у Людвига Виктора были авантюры на протяжении всей его жизни, но только на рубеже веков всё стало "выходить за рамки". Об этом свидетельствуют донесения доверенных лиц, полученные Императором от разведывательного отдела МИД — на всех членов семьи. В 1897 году говорят о «неприятной встрече» в венском Пратере. Император терпел дела своих родственников до тех пор, пока они оставались частными, и, таким образом, моральная целостность Дома Габсбургов была сохранена для внешнего мира, особенно потому, что он сам имел внебрачные отношения с Катариной Шратт. Граф Вимпффен тайными платежами устранил вымогательства против Людвига. Однако его преемник с 1899 года Макс Граф Тун-Хохенштейн, как говорят[кто?], презирал эрцгерцога, поэтому «проступки» становились всё более достоянием общественности. Темами для разговоров стали такие инциденты, как кража ценных часов или поддельного переводного векселя молодыми людьми. Но даже это не подействовало на эрцгерцога.
В некоторых исследованиях[каких?] предполагается, что наследник престола эрцгерцог Франц-Фердинанд вёл интригу, чтобы отомстить Людвигу за унижение его жены. Потому что о незначительном самом по себе происшествии стало известно только после того, как его предали огласке два друга наследника престола, принцесса Нора Фуггер и граф Адальберт Штернберг. Доверенное лицо Франца Фердинанда граф Генрих Тааффе и принц Конрад цу Гогенлоэ-Шиллингсфюрст описали дело императору «в самых ярких красках», а премьер-министр Эрнест фон Кербер «добился того, что эрцгерцог стал стажёром в Клессхайме». Император, стараясь отвести от императорского дома дурную славу, хотел держать своего брата подальше от столицы. В то время гомосексуальность считалась уголовным преступлением, за которое прокурор был фактически обязан преследовать в судебном порядке, а скандалы вокруг Фридриха Альфреда Круппа, Франца Йозефа фон Браганца и, вскоре после этого, многолетнего посла Германии в Вене Филиппа цу Эйленбурга обнаружили громкое эхо прессы и способствовали всё более гомофобному социальному климату. Однако банное дело в австрийской прессе не обсуждалось. Намёки делала только венская сатирическая газета «Кикерики».
Только скандал в венском Централбаде (сегодня Кайзербрюндль) в 1904 году, когда, как говорят[кто?], купальщик публично ударил Людвига по лицу, стал поводом для его изгнания из Вены. За участие в драке между гомосексуалистами в центральных купальнях Вены Людвиг Виктор был выслан братом-императором из Вены в Зальцбург. Там Людвиг Виктор и остался жить. Однако об этом изгнании стало известно только тогда, когда он распустил свой двор в Вене и оставил дворец пустым. Однако настоящая причина оставалась скрытой от публики, шли только разговоры о «ссоре» с императором. Однако год спустя Франц Иосиф навестил Людвига по пути в Ишль в Зальцбурге, и другие родственники также посетили изгнанника.
Людвиг вёл уединённый образ жизни в Клессхайме и приглашал лишь небольшой круг друзей. Единственным видимым признаком его изгнания было то, что он больше не носил униформу, а носил белые шляпы по последней английской моде. У него также было два дворянских адъютанта, камергер, секретарь и камердинер. Он всё ещё был в тесном контакте с дочерьми императора, Гизелой и Марией Валери, которых он часто встречал в Зальцбурге и Ишле. Его племянник эрцгерцог Отто, которого он усыновил, умер в 1906 году, поэтому в 1910 году он основал семейный фонд, используя вдову и сыновей Отто в качестве бенефициаров. Он продолжал жертвовать деньги многочисленным благотворительным и поддерживающим искусство ассоциациям.
В то же время эрцгерцог поссорился с Фердинандом IV Тосканским, давним другом, который также жил в изгнании в Зальцбурге, после того как его дочь Луиза бросила своего мужа, наследного принца Фридриха Августа Саксонского, в 1902 году. Биограф Катрин Унтеррайнер удивляется, «что именно Людвиг, из всех людей, живший своей частной жизнью совершенно вне нравственных норм того времени, а также находившийся в изгнании, так возмущался нравственным апостолом и контактным лицом по вопросу о разводе Луизы, как и дело с Францем Фердинандом и его мезальянс к посторонним». По словам Унтеррайнера, Людвигу Виктору (как и его семье, и всему придворному обществу) были свойственны принятые в то время двойные стандарты, согласно которым всегда нужно было соблюдать условности и сохранять внешний вид, а наедине можно было почти всё.
В 1915 году он был передан на попечение эрцгерцога Евгения из-за слабоумия, и, наконец, он был заперт в трёх комнатах с зарешёченными окнами попечителем Хофратом Гаучем во дворце Клессхейм и держался подальше от публики. Он умер там через два месяца после падения монархии 18 января 1919 года.
Людвиг Виктор имел следующие воинские звания: генерал-майор (23 июля 1865), фельдмаршал-лейтенант (28 октября 1884), фельдцейхмейстер (26 апреля 1899, 15 ноября 1908 переименован в генералы пехоты). Был шефом австро-венгерского 65-го пехотного полка, в 1873—1914 годах был также шефом российского 39-го пехотного Томского полка.